# União Pan-Americana de Ensino
A UNIPAN - União Pan-Americana de Ensino, foi uma instituição de ensino superior privada brasileira, com sede no município de Cascavel, estado do Paraná. Contava com dois campus, sendo eles o Campus Avenida e o Campus Lago.
Atualmente é administrada pela Anhanguera Educacional, passando a se chamar Unopar Presencial, depois de expansões feitas em um de seus campus. Atualmente, conta com uma unidade, localizada na região do Lago Municipal